# Bob Mitchell (homme politique saskatchewanais)
Pour les articles homonymes, voir Robert Mitchell, Bob Mitchell et Mitchell.
Robert Wayne "Bob" Mitchell  (29 novembre 1936-18 novembre 2016) est un avocat et un homme politique provincial canadien de la Saskatchewan. Il représente la circonscription de Saskatoon Fairview à titre de député du Nouveau Parti démocratique de 1986 à 1999.

## Biographie
Né à Preeceville en Saskatchewan, il étudie à Sturgis et à l'Université de la Saskatchewan où il reçoit un baccalauréat en Économie et un baccalauréat en Droit. Nommé au barreau de la Saskatchewan en 1960, il pratique le droit à Swift Current et à Regina. De 1970 à 1974, il occupe le poste de directeur des services légaux du département fédéral pour l'Expansion économique régional et du département fédéral du Travail à Ottawa. Il occupe également le poste de sous-ministre du Travail de la Saskatchewan de 1974 à 1979 avant de retourner à la pratique du droit à Saskatoon. De 1981 à 1982, il est chef négociateur pour le gouvernement du Canada concernant les revendications territoriales inuites dans le centre et l'est de l'Arctique.
Candidat défait en 1982, il est finalement élu en 1986. À la suite de cette élection, il devient ministre des Ressources humaines, du Travail et de l'Emploi, ministre de la Justice et Procureur-général, ministre de l'Éducation post-secondaire et de la Formation continue ainsi que Secrétaire provincial. Il démissionne de ses charges ministérielles en 1998 et de son siège à l'Assemblée législative en 1999.
Après son retrait de la vie politique, il devient négociateur en chef de la Federation of Saskatchewan Indian Nations. En 2004, il siège à la commission des plaintes publiques de la Saskatchewan avec les responsabilités d'investiguer sur les plaintes concernant les services de police municipaux. Il se retire de la commission en octobre 2014.
Mitchell décède à Regina en 2016 à l'âge de 80 ans, il est membre de l'Ordre du mérite de la Saskatchewan à titre posthume en 2017.